# Springeratus
Springeratus es un género de peces de la familia Clinidae. Fue descrito por Shen Shih-Chieh en 1971.

## Especies
- Springeratus caledonicus (Sauvage, 1874)
- Springeratus polyporatus T. H. Fraser, 1972
- Springeratus xanthosoma (Bleeker, 1857)